# ガネーシャ マスター・オブ・ジャングル
『ガネーシャ マスター・オブ・ジャングル』（Junglee）は、2019年に公開されたインドのアクション・アドベンチャー映画。アメリカ人映画監督のチャック・ラッセルが監督を務め、ヴィドゥユト・ジャームワール、プージャー・サワント、アシャ・バット、アトゥル・クルカルニーが出演している。動物保護区に侵入した密猟者と闘う獣医を描き、ジャームワールのマーシャルアーツとアクション・スタントが注目された。公開日は『Romeo Akbar Walter』との競合を避けるため1週間延期され、当初の予定だった2018年10月19日から4月5日に変更され、最終的に2019年3月29日に決定した。

## ストーリー
ムンバイの獣医ラージは父ディパンカルと疎遠だったが、母の10周忌に出席するため故郷のチャンドリカ象保護区に帰郷する。故郷では幼少期に仲良くしていた象のボーラとディディとの再会を喜ぶが、ボーラは象牙目的の密猟者ケーシャブに狙われていた。ラージは父と和解して無事に母の10周忌を終えるが、そこに親友デーヴの父で武術の師でもあるガジャ・グルが現れて象殺しが行われると警告する。その夜、ボーラはケーシャブに殺され、現場に駆け付けたディパンカルも彼に殺されてしまう。密猟者と組んでいるカーン警部はディパンカルとラージに密猟の罪を着せ、ラージを逮捕して「自白」を強要する。ラージは警官たちを倒し、幼馴染の象使いシャンカラと記者ミーラ、ディディの助けを借りて刑務者を脱走する。
ラージはジャングルに向かいボーラの象牙を発見するが、そこで合流したデーヴが密猟者の協力者であることが発覚する。ラージは格闘の末にデーヴを倒して父を殺した犯人を聞き出そうとするが、そこにケーシャブたちが現れ銃撃される。ラージを守ろうとしたデーヴは殺され、シャンカラはケーシャブに捕まってしまう。負傷したラージはガジャとミーラの手当てを受けて回復し、密猟者の携帯電話から象牙の受け渡し場所を特定して現場に向かう。受け渡し場所の波止場に到着したラージはシャンカラを助け出し、ケーシャブを倒して他の密猟者たちと闘うが、銃を手にしたケーシャブに追い詰められてしまう。そこにディディに乗ったガジャが助けに現れ、ケーシャブはディディに踏み潰される。ケーシャブの雇い主ベインは象牙の買取人と共に逮捕され、ディディはボーラの子供を産む。3か月後、ボーラとディディの子供アシャが一般公開され、同時にミーラが取材したディパンカルの象牙製品の使用を止めて象の密猟を阻止することを訴えるメッセージが公表される。ムンバイの診療所からの電話を受け取ったラージは、しばらく故郷に留まることを伝える。

## キャスト
- ラージ・ナイア - ヴィドゥユト・ジャームワール
- シャンカラ - プージャー・サワント
- ミーラ・ライ - アシャ・バット（英語版）
- ケーシャブ - アトゥル・クルカルニー
- デーヴ - アクシャイ・オベロイ（英語版）
- ガジャ・グル - マカランド・デシュパンデ
- ディパンカル・ナイア - タライヴァサル・ヴィジャイ（英語版）
- カーン警部 - ヴィシュワナート・チャテルジー
- ドン - クシャル・メーナン
- ベイン - ラース・ケルセン

## 製作

### キャスティング
2016年9月、ヴィドゥユト・ジャームワールがローハン・シッピー製作の映画『ガネーシャ マスター・オブ・ジャングル』で「人間と動物のユニークな友情を映す」獣医師役として出演することが発表された。ローハンは映画のアイディアは1971年にサリーム＝ジャーヴェードが手掛けた『Haathi Mere Saathi』を鑑賞中に思い浮かんだと語っている。後に監督はハリウッドの映画監督チャック・ラッセルが務めることが発表された。
ジャームワールはアニマルフロー・スタイルのアクションを披露しており、カラリパヤットの経験を積んでいたため、撮影の際に役立ったという。彼は映画では動物と心を通わせる開業医役を演じている。また、彼はスタントマンの経験もあるためスタントなしでアクションシーンを演じており、ラッセルは彼のアクションを見て感銘を受けたという。ラッセルは製作について「ボリウッドの音楽とダンス、素晴らしいアーティストたちと共に自然界への回帰についての普遍的な物語を作りたいと思った」と語っている。

### 撮影
2017年12月5日から主要撮影が始まり、2018年夏に終了した。映画に登場した象はインドとスリランカから集められた100頭の中から選ばれた4頭である。ジャングルのシーンはタイ王国で撮影され、象もタイ王国に移送して撮影に参加した。

### 音楽
映画音楽の作曲はサミール・ウッディン、作詞はアンヴィタ・ダットとクマール・スーリヤヴァンシーが手掛けている。
| #         | タイトル                | 作詞                         | 作曲・編曲 | 歌手                                                                                       | 時間 |
| --------- | ----------------------- | ---------------------------- | ---------- | ------------------------------------------------------------------------------------------ | ---- |
| 1.        | 「Fakeera Ghar Aaja」   | アンヴィタ・ダット           |            | ジュビン・ナウティヤル                                                                     | 3:43 |
| 2.        | 「Garje Gajraj Hamara」 | クマール・スーリヤヴァンシー |            | ナヴラージ・ハンス、ハムシカ・アイヤール、アビシェーク・ナイルワール、グルシャン・クマール | 3:38 |
| 3.        | 「Dosti」               | クマール・スーリヤヴァンシー |            | モーハン・カンナー                                                                         | 3:54 |
| 合計時間: | 合計時間:               | 合計時間:                    | 合計時間:  | 11:15                                                                                      |      |

## 公開
2018年10月17日に特報が公開された。2019年2月3日には象を背景にしたジャームワールの宣伝ポスターが公開され、3月6日には予告編が公開された。予告編の視聴回数は3300万回を超え、3月26日にはYouTubeで「Making of Junglee's Action」が公開された。全英映像等級審査機構から上映時間115分の認定を受け、2019年3月29日に映画が公開された。5月25日からはホットスターからビデオ・オン・デマンドが配信された。

## 評価

### 興行収入
公開初日の興行収入は3350万ルピーを記録した。公開週末の国内興行収入は1億3850万ルピーを記録し、最終的な興行収入は2億4700万ルピーとなった。

### 批評
Rotten Tomatoesには9件の批評が寄せられ支持率44%、平均評価5.25/10となっている。ニューデリー・テレビジョンのサイバル・チャテルジーは1.5/5の星を与え、「ジャームワールの存在は、この破綻したアクション・アドベンチャー映画の唯一の光だ」と批評している。ザ・タイムズ・オブ・インディアのレヌカ・ヴィヤヴァハレは3.5/5の星を与え、「『ガネーシャ マスター・オブ・ジャングル』の魅力的なアクション、キュートな象、ゴージャスなジャングルを観て下さい。このような冒険的で勇敢な試みは、ヒンディー語映画では希少です」と批評している。CNNニュース18のプリヤンカー・シンハーは2/5の星を与え、「映画は大きな失望だった」と批評した。インディアン・エクスプレスのシューブラ・グプタは2/5の星を与えた。フィルムフェアのディヴェシュ・シャルマは3/5の星を与え、「概して、『ガネーシャ マスター・オブ・ジャングル』はアクション満載のアドベンチャー映画であり、この惑星は平等な権利を持つ多くの異なる種と共存していることを私たちに教えてくれる」と批評している。フィルム・コンパニオンのアヌパマ・チョープラーは2/5の星を与え、「映画の意図は立派で、アクションにも信念があり、キャラクターには深みがある」「2人の女優はそれほど印象に残らないが、これは脚本の責任かも知れない」と批評している。Scroll.inのナンディニ・ラームナートは「『ガネーシャ マスター・オブ・ジャングル』のメッセージは非常に重いものだが、その解決方法は完全に子供向け映画の領域に属していた」と批評している。